# Hydriomena tamaria
Hydriomena tamaria là một loài bướm đêm trong họ Geometridae.